# Alejandra Melfo
Alejandra Melfo   (Montevideo, 26 de febrer de 1965) és una física nascuda a l'Uruguai i nacionalitzada a Veneçuela, que ha exercit tota la seva carrera científica a Veneçuela. Els seus esforços d'investigació més recents s'han centrat en l'estudi i la conservació de les glaceres, especialment el cas de La Corona, última glacera de Veneçuela.

## Joventut
Melfo va néixer a Montevideo, la capital de l'Uruguai, i es va traslladar a Veneçuela amb la seva família el 1976 com a refugiats de la dictadura militar quan tenia 11 anys. Després va adquirir la ciutadana veneçolana. Va estudiar a la Universitat dels Andes (ULA) a Mèrida i va obtenir la seva llicenciatura el 1989, el seu màster el 1994, i es va convertir en professora a la ULA mentre estudiava un doctorat en astrofísica a l'Escola Internacional Superior d'Estudis Avançats (SISSA) a Trieste, Itàlia.

## Carrera
A la Universitat dels Andes, Melfo ha treballat al Departament de Física i com a directora del Centre de Física Fonamental. Ha participat en més de vint publicacions científiques des de principis de la dècada del 1990.
Originalment va treballar en la teoria supersimètrica, però el seu treball es va centrar més tard en el deteriorament de les glaceres, concretament La Corona, l'última glacera de Veneçuela de la qual només queda l'1% segons estudis de la NASA, després de ser introduïda en la investigació per Andrés Yarzábal, un microbiòleg de la Universitat dels Andes. Melfo és la cap d'un grup de científics que es dediquen a estudiar la desaparició de les formacions de gel a causa del canvi climàtic.
També ha realitzat treballs de camp mentre investigava les glaceres, dirigint una expedició a la glacera Pico Bolívar. Va començar a entrenar en l'escalada durant mesos abans de viatjar a la glacera, que des de llavors s'ha fos completament. Aquesta és una de les dues expedicions de les quals es van recuperar 600 soques microbianes prèviament desconegudes per ser estudiades a la universitat, on es conserven en congeladors.
Melfo es va retirar oficialment el 2016, però ha continuat treballant per la crisi de Veneçuela, ja que altres acadèmics, inclòs la majoria del seu equip del projecte Vida Glacial, han marxat. La resta de científics tenen problemes amb el seu treball, sobretot per mantenir les mostres congelades enmig dels talls de llum. Tot i que Melfo està molestada per la desaparició de les glaceres, sap que amb les mostres recopilades es pot continuar investigant durant molt de temps, i també creu que els nous ecosistemes que es desenvolupen al lloc de les antigues glaceres seran «bonics de veure». També a fet una crida per la desaparició de les glaceres i un recordatori de la responsabilitat de la humanitat de tenir cura del planeta i intentar frenar el canvi climàtic.

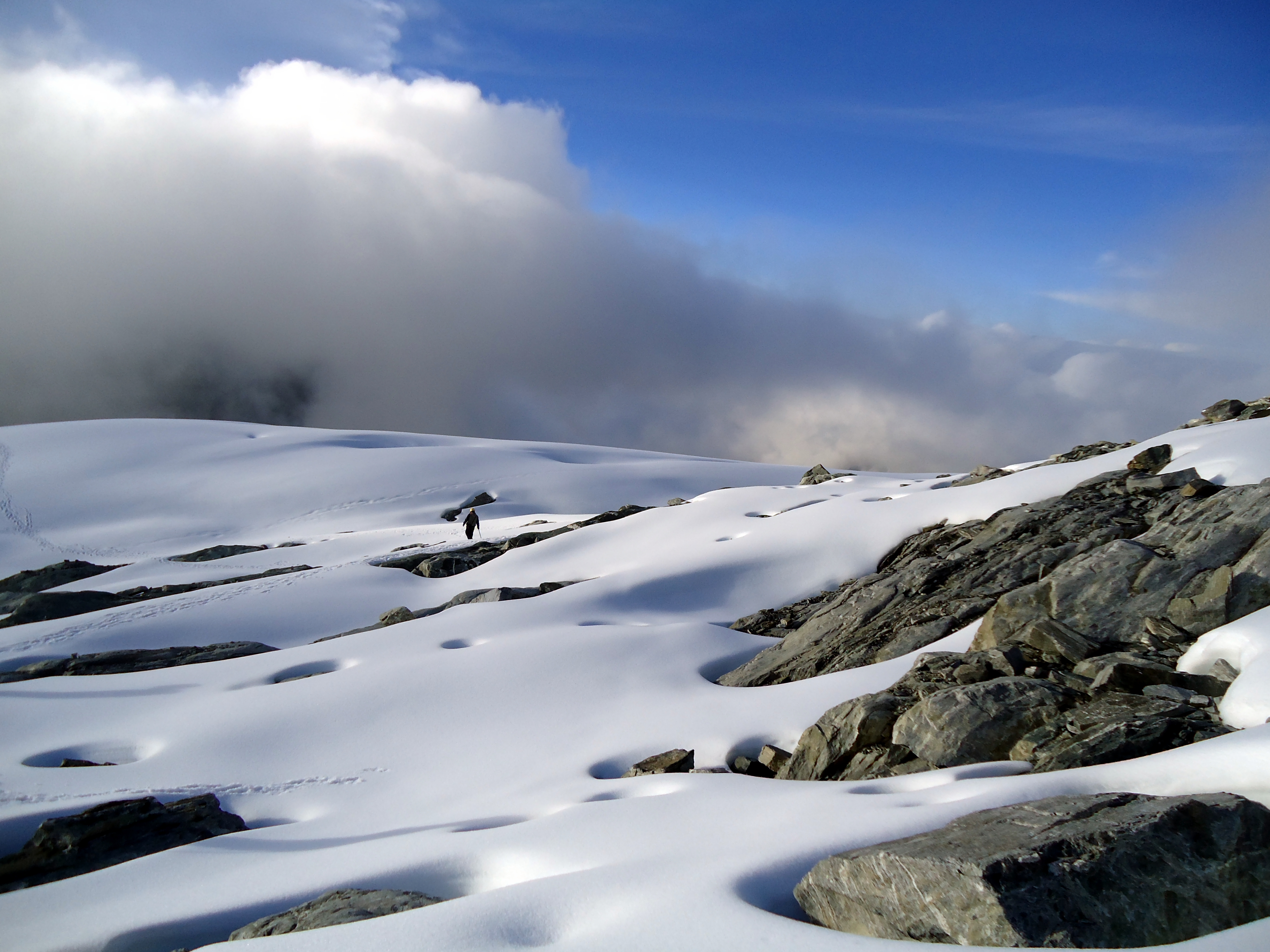
La glacera La Corona, a punt de desaparèixer, ha estat una temàtica recurrent en els esforços d'investigació d'Alejandra Melfo
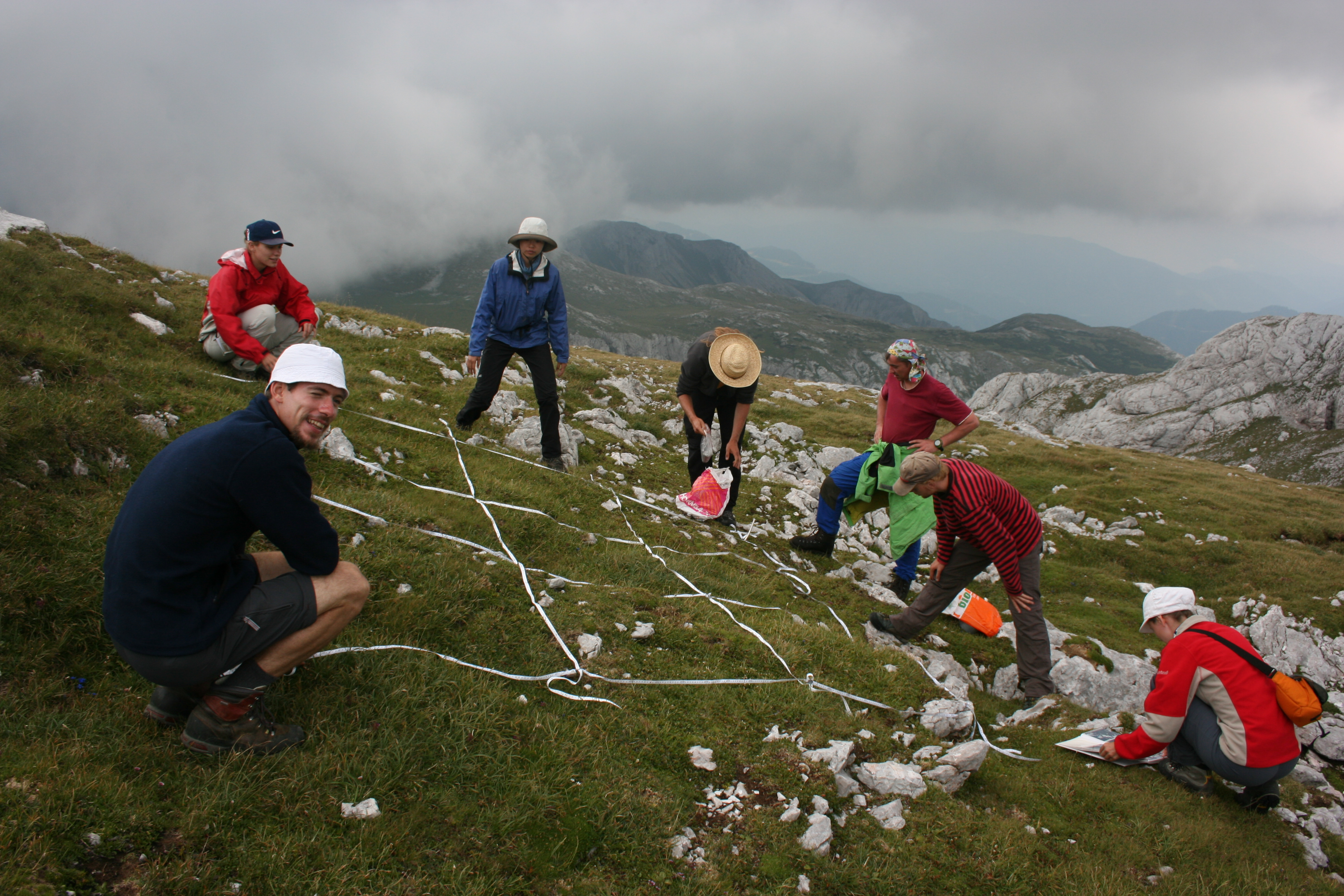
Treball de camp del Projecte GLORIA-Andes

Va treballar amb el seu cosí, el músic uruguaià Jorge Drexler, per escriure la cançó «Despedir a los glaciares», que s'inclou al seu disc de 2017 Salavidas de hielo i tracta de la desaparició de les glaceres i dels problemes que apareixeran per aquest problema. També el 2017, va ser membre del jurat que va decidir els destinataris del Premi de Ciència Lorenzo Mendoza Fleury.
El 2019, Melfo i els estudiants de biologia de la Universitat dels Andes van començar a treballar amb el Projecte GLORIA-Andes (Global Observation Research Initiative in Alpine Environments - Andes), centrat en els efectes del canvi climàtic sobre la biodiversitat des de climes d'altitud. Tornen a afrontar problemes en no poder utilitzar els ordinadors per a notes per manca de tinta d'impressió i a confiar en un material d'escalada de segona mà o atès que emmagatzemen en una caixa CLAP.

## Vida personal
Melfo és crítica amb l'administració de Nicolás Maduro. Va escriure una famosa carta del 2014 al seu cosí Jorge Drexler que va ser publicada àmpliament a l'Uruguai, on explica els seus sentiments cap a la crisi de Veneçuela, especialment els tupamaros de Mèrida, i les seves raons personals per participar en les protestes veneçolanes del 2014.

## Publicacions

### Articles
- Melfo, Alejandra; Dvali, Gia; Senjanović, Goran «Symmetry nonrestoration at high temperature and the monopole problem» (en anglès). Physical Review Letters, 75(25), 1995, pàg. 4559–4562. arXiv: hep-ph/9507230. DOI: 10.1103/PhysRevLett.75.4559.
- Melfo, Alejandra; Ferrera, Antonio «Bubble Collisions and Defect Formation in a Damping Environment» (en anglès). Physical Review D, 53(12), 1995. arXiv: hep-ph/9512290. DOI: 10.1103/PhysRevD.53.6852.
- Melfo, Alejandra; Dvali, Gia; Senjanović, Goran «Nonrestoration of spontaneously broken P and CP at high temperature» (en anglès). Physical Review D, 54(12), 1996, pàg. 7857–7866. arXiv: hep-ph/9601376. DOI: 10.1103/PhysRevD.54.7857.
- Melfo, Alejandra; Aulakh, Charanjit S.; Bajc, Borut; Rašin, Andrija; Senjanović, Goran «SO(10) theory of R-parity and neutrino mass» (en anglès). Nuclear Physics B, 597(1-3), 2001. arXiv: hep-ph/0004031. DOI: 10.1016/S0550-3213(00)00721-5.
- Melfo, Alejandra; Senjanović, Goran «Minimal supersymmetric Pati-Salam theory: Determination of physical scales» (en anglès). Physical Review D, 68(3), 2003. arXiv: hep-ph/0302216. DOI: 10.1103/PhysRevD.68.035013.
- Melfo, Alejandra; Bajc, Borut; Senjanović, Goran; Vissani, Francesco «Fermion mass relations in a supersymmetric SO(10) theory» (en anglès). AIP Conference Proceedings, 805(1), 2005. arXiv: hep-ph/0511352. DOI: 10.1063/1.2149692.
- Melfo, Alejandra; Murrugarra, Cecilia; Barros, Haydn; Nuñez, Luis A.; et al. «Operating Water Cherenkov Detectors in high altitude sites for the Large Aperture GRB Observatory» (en anglès). High Energy Astrophysical Phenomena (astro-ph.HE), 2009. arXiv: 0906.0814v1.
- Melfo, Alejandra; Murrugarra, Cecilia; Barros, Haydn; Nuñez, Luis A.; et al. «The Large Aperture GRB Observatory» (en anglès). High Energy Astrophysical Phenomena (astro-ph.HE), 2009. arXiv: 0906.0816.
- Melfo, Alejandra; Murrugarra, Cecilia; Barros, Haydn; Nuñez, Luis A.; et al. «Water Cherenkov Detectors response to a Gamma Ray Burst in the Large Aperture GRB Observatory» (en anglès). High Energy Astrophysical Phenomena (astro-ph.HE), 2009. arXiv: 0906.0820.
- «A note on Spontaneous Symmetry Breaking in flocks of birds» (en anglès). Biological Physics, 2018. arXiv: 1702.08067.

### Llibres
- Melfo, Alejandra; Llambí, Luis Daniel; Ferrer, Argelia; Bezada, Maximiliano; Yarzábal, Andrés. Se van los glaciares: cambio climático en los Andes venezolanos (en castellà).  Caracas, Venezuela: Fundación Empresas Polar, 2017. ISBN 978-980-379-374-6.